# نهر برونزويك
نهر برونزويك- نيوساوث ويلز
نهر برونزويك بالإنجليزية (Brunswick River): هو نهر في منطقة الأنهار الشمالية في نيو ساوث ويلز، أستراليا، يجري عبر مدينتي Mullumbimby و Brunswick Heads, الفرع الأيسر من النهر(نهير مارشال) يجري عبر شواطئ المحيط عند بلدة Billinudgel, الفرع الجنوبي للنهر (نهير سيمبسون) يجري عبر Brunswick Heads.
‌